# Mammea africana
Mammea africana är en tvåhjärtbladig växtart som beskrevs av George Don jr. Mammea africana ingår i släktet Mammea och familjen Calophyllaceae. Inga underarter finns listade i Catalogue of Life.